# Tatar
Cet article concerne la langue tatare. Pour le peuple tatar, voir Tatars.
Pour les articles homonymes, voir Tatar (homonymie).
Le tatar (auto-désignation : татар теле, tatar tele, ou татарча, tatarça) est une langue appartenant au groupe des langues turciques de la famille des langues altaïques parlée principalement en Russie, notamment au Tatarstan (ou république du Tatarstan), où elle est langue officielle.

## Extension géographique

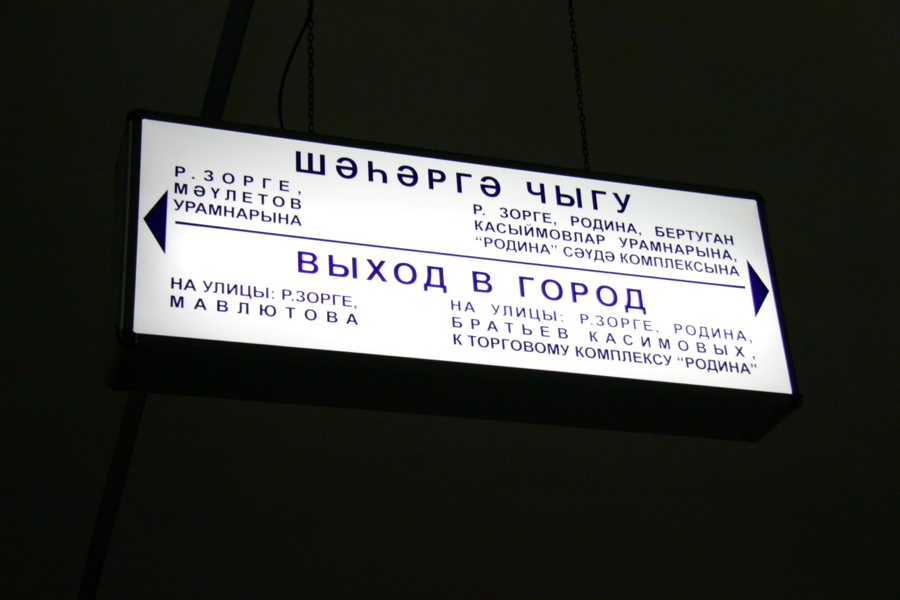
Signalisation bilingue (tatar et russe) dans le métro de Kazan

Il est parlé en Europe de l'Est et en Asie centrale.
Ses locuteurs sont appelés Tatars de la Volga ou Tatars de Kazan, bien que depuis la prise de Kazan par Ivan le Terrible, ils se soient largement dispersés dans l'Empire russe, notamment dans les steppes du sud de l'Oural, en Sibérie, au Turkestan, et quelque peu aux pays baltes.
Cette langue comporte de nos jours plusieurs dialectes, en particulier le michar.
Aujourd'hui le tatar est, au même titre que le russe, la langue officielle de la république du Tatarstan, appartenant à la fédération de Russie. Au recensement de 2010 en Russie, 4 280 718 personnes ont indiqué qu’elles parlaient tatar, dont 3 647 137 Tatars (ce qui représente 68,7 % des gens s’étant déclarés Tatars) et 369 103 Bachkirs. La plupart des locuteurs du tatar vivent au Tatarstan (1 965 208, soit 52,1 % de sa population), en Bachkirie (1 059 271, soit 26,7 % de sa population) et dans les régions voisines. Il est aussi parlé en république de Crimée par 3,7 % de la population, en dehors du tatar de Crimée (recensement de 2014).

## Écriture
Sous l'influence du Califat, la langue tatare a été d'abord transcrite par une adaptation de l'écriture arabe. En 1924, il a été décidé de le remplacer officiellement par le yañalif, alphabet latin proche de l'alphabet turc. En mai 1939, un décret à visée centralisatrice impose à son tour le passage à une écriture cyrillique de nos jours encore en vigueur, et dans laquelle se trouvent la grande majorité des sources, malgré certaines tentatives récentes[Lesquelles ?] de revenir à nouveau à une graphie latine renouvelée. Les lettres ajoutées à l'alphabet cyrillique russe pour transcrire le tatar se retrouvent souvent dans d'autres langues turques d'ex-URSS dont le kirghize, le turkmène, le kazakh, l'azéri et l'ouzbek, ces 3 dernières langues étant maintenant de nouveau écrites dans un alphabet latin modifié proche du turc.
Le tatar de Crimée s'écrit principalement avec l'alphabet latin (yanalif depuis 1928, moderne depuis 1990), historiquement il a été écrit avec l'alphabet arabe.

### Alphabet tatar moderne
| А а | Ә ә | Б б | В в | Г г | Д д | Е е | Ё ё |
| Ж ж | Җ җ | З з | И и | Й й | К к | Л л | М м |
| Н н | Ң ң | О о | Ө ө | П п | Р р | С с | Т т |
| У у | Ү ү | Ф ф | Х х | Һ һ | Ц ц | Ч ч | Ш ш |
| Щ щ | Ъ ъ | Ы ы | Ь ь | Э э | Ю ю | Я я | -   |

## Tableau comparatif
| Cyrillique                 | Cyrillique | Cyrillique                 | Arabica                   | Arabica                              | Latin               | Latin            | Latin         |
| Cyrillique (Depuis 1939 -) | Nom        | Alphabet Ilminski (XIX в.) | Iske imlä (jusqu'en 1920) | Yaña imlä (1920—1927) Arabica (2012) | Yañalif (1927—1939) | Yañalif-2 (1999) | Latin (2012)  |
| -------------------------- | ---------- | -------------------------- | ------------------------- | ------------------------------------ | ------------------- | ---------------- | ------------- |
| А а                        | а          | А а                        | ا ,آ                      | ﯪ                                    | A a                 | A a              | A a           |
| Ә ә                        | ә          | Ӓ ӓ                        | ا ,ه                      | ﺋﻪ                                   | Ə ə                 | Ə ə              | Ä ä           |
| Б б                        | бы         | Б б                        | ب                         | ب                                    | B ʙ                 | B b              | B b           |
| В в                        | вы         | В в                        | ۋ                         | ۋ                                    | V v                 | V v              | V v           |
| —                          | вэ (у)     | —                          | و                         | و                                    | —                   | W w              | W w           |
| Г г                        | гэ         | Г г                        | گ                         | ﮒ                                    | G g                 | G g              | G g           |
| —                          | гы         | —                          | ع ,غ                      | ﻉ                                    | Ƣ ƣ                 | Ğ ğ              | Ğ ğ           |
| Д д                        | ды         | Д д                        | د                         | ﺩ                                    | D d                 | D d              | D d           |
| Е е                        | е          | Е е                        | ي                         | ى                                    | E e (Je je)         | E e (Ye ye)      | E e, Ye ye    |
| Ё ё                        | йо         | Ё ё                        | يو                        | يؤ                                   | Jo jo               | Yo yo            | Yo yo         |
| Ж ж                        | жы         | Ж ж                        | ژ                         | ژ                                    | Ƶ ƶ                 | J j              | J j           |
| Җ җ                        | җэ         | Ж ж                        | ج                         | ﺝ                                    | Ç ç                 | C c              | C c           |
| З з                        | зы         | З з                        | ز                         | ﺯ                                    | Z z                 | Z z              | Z z           |
| И и                        | и          | И и                        | ي                         | ئی                                   | I i                 | İ i              | İ i           |
| Й й                        | йы         | Й й                        | ي                         | ي                                    | J j                 | Y y              | Y y           |
| К к                        | кэ         | К к                        | ﮎ                         | ﮎ                                    | K k                 | K k              | K k           |
| —                          | кы         | —                          | ق                         | ق                                    | Q q                 | Q q              | Q q           |
| Л л                        | лы         | Л л                        | ل                         | ل                                    | L l                 | L l              | L l           |
| М м                        | мы         | М м                        | م                         | م                                    | M m                 | M m              | M m           |
| Н н                        | ны         | Н н                        | ن                         | ن                                    | N n                 | N n              | N n           |
| Ң ң                        | ңы         | Ҥ ҥ                        | نک ,ڭ                     | ڭ                                    | Ꞑ ꞑ                 | Ꞑ ꞑ              | Ñ ñ           |
| О о                        | о          | О о                        | و                         | ﯰ ِ                                   | O o                 | O o              | O o           |
| Ө ө                        | ө          | Ӧ ӧ                        | و                         | ﯰ                                    | Ɵ ɵ                 | Ɵ ɵ              | Ö ö           |
| П п                        | пы         | П п                        | پ                         | ﭖ                                    | P p                 | P p              | P p           |
| Р р                        | ры         | Р р                        | ﺭ                         | ﺭ                                    | R r                 | R r              | R r           |
| С с                        | сы         | С с                        | ﺱ                         | ﺱ                                    | S s                 | S s              | S s           |
| Т т                        | ты         | Т т                        | ت                         | ت                                    | T t                 | T t              | T t           |
| У у                        | у          | У у                        | و                         | ﯮ ِ                                   | U u                 | U u              | U u           |
| Ү ү                        | ү          | Ӱ ӱ                        | و                         | ﯮ                                    | Y y                 | Ü ü              | Ü ü           |
| Ф ф                        | фы         | Ф ф                        | ف                         | ف                                    | F f                 | F f              | F f           |
| Х х                        | хы         | Х х                        | خ ,ﺡ                      | ﺡ                                    | X x                 | X x              | X x           |
| Һ һ                        | һэ         | Х х                        | ه                         | ه                                    | H h                 | H h              | H h           |
| Ц ц                        | цы         | Ц ц                        | —                         | تس                                   | Ts ts               | Ts ts            | Ts ts         |
| Ч ч                        | чы         | Ч ч                        | چ                         | ﭺ                                    | C c                 | Ç ç              | Ç ç           |
| Ш ш                        | шы         | Ш ш                        | ش                         | ﺵ                                    | Ş ş                 | Ş ş              | Ş ş           |
| Щ щ                        | щы         | Щ щ                        | —                         | شچ                                   | Şc şc               | Şç şç            | Şç şç         |
| Ъ ъ                        | ъ          | Ъ ъ                        | ء                         | —                                    | ’                   | —                | —             |
| Ы ы                        | ы          | Ы ы                        | ي                         | ئ ِ                                   | Ь ь                 | I ı              | I ı           |
| Ь ь                        | ь          | Ь ь                        | —                         | —                                    | —                   | ’                | —             |
| Э э                        | э          | Э э                        | ي                         | ئ                                    | E e                 | E e              | E e           |
| Ю ю                        | ю          | Ю ю                        | يو                        | يو                                   | Ju Ju (Jy jy)       | Yu yu (Yü yü)    | Yu yu (Yü yü) |
| Я я                        | я          | Я я                        | يا                        | يا                                   | Ja Ja (Jə jə)       | Ya ya (Yə yə)    | Ya ya (Yä yä) |

## Tatar et Tatar de Crimée
Tatar et Tatar de Crimée sont deux langues différentes, mais les deux appartiennent aux langues kiptchak.